# Tony Shacklady
Anthony Max „Tony” Shacklady (ur. 26 grudnia 1945 w Eccles, zm. 25 lutego 2014 w Salford) – brytyjski zapaśnik walczący w stylu wolnym. Trzykrotny olimpijczyk. Odpadł w eliminacjach zawodów w Meksyku 1968, Monachium 1972 i Montrealu 1976. Startował kategorii 74–82 kg. Srebrny medalista igrzysk Wspólnoty Narodów w 1974 i czwarty w 1978 roku, gdzie reprezentował Anglię.
Trzykrotny mistrz kraju w latach 1969 (85 kg) i 1971, 1972 (76 kg).
Jego ojciec Max Shacklady był bokserem, olimpijczykiem z Londynu 1958.
- Turniej w Meksyku 1968

Przegrał z Tömörijnem Artagiem z Mongolii i Károlym Bajkó z Węgier.
- Turniej w Monachium 1972

Przegrał z Miroslavem Musilem z Czechosłowacji i Mehmetem Demirtaşem z Turcji.
- Turniej w Montrealu 1976

Przegrał z Johnem Petersonem z USA i Adolfem Segerem z RFN.